# Liga de Fútbol de San Eustaquio
La Liga de Fútbol de San Eustaquio fue una liga de fútbol de San Eustaquio considerado la liga más importante del país. Jugó desde 1980 hasta 1984 y desapareció en 1985.

## Equipos conocidos
- Aswad FC
- Golden Eagles FC
- Golden Stars FC
- Peps Monks FC
- Raddics FC
- Radiy FC
- Statia Terminal
- Superstars FC

## Campeones[1]
| Temporada | Campeón          | Subcampeón  |
| --------- | ---------------- | ----------- |
| 1980      | No conocida      | No conocida |
| 1981      | No conocida      | No conocida |
| 1982      | No conocida      | No conocida |
| 1983      | Golden Eagles FC | Raddics FC  |
| 1984      | Golden Eagles FC | Raddics FC  |

## Títulos por club
| Club             | Títulos | Subtítulos | Años campeón |
| ---------------- | ------- | ---------- | ------------ |
| Golden Eagles FC | 2       | –          | 1983, 1984   |
| Raddics FC       | –       | 2          | –––          |